# Бинарное соединение
Бина́рные соедине́ния или двойные соединения — химические вещества, образованные двумя химическими элементами. Многоэлементные вещества, в формульной единице которых одна из составляющих содержит несвязанные между собой атомы нескольких элементов, а также одноэлементные или многоэлементные группы атомов (кроме гидроксидов и солей), рассматривают как бинарные соединения.
Бинарные соединения, несмотря на кажущуюся простоту их химического состава, представляют собой следующий после простых веществ принципиально важный объект изучения природы вещества. С химической точки зрения, этот класс веществ обладает и качественно иными характеристиками, с которыми не приходится сталкиваться при изучении простых веществ. Во-первых, помимо внешних факторов, влияющих на состояние и свойства вещества (температура и давление), здесь появляется и внутренний фактор — состав, и связанная с ним проблема постоянства и переменности состава, имеющая фундаментальное значение в химии. Во-вторых, при описании бинарных соединений впервые формируются такие базисные понятия, как валентность, степень окисления, поляризация химической связи. Здесь, в отличие от простых веществ, появляются гетерополярная составляющая химической связи и все эффекты, связанные с разностью электроотрицательностей компонентов.
Исключительно важную роль играют бинарные соединения с классификационной точки зрения. Многие из них относятся и к так называемым характеристическим соединениям, отражающим типичные степени окисления и их сравнительную стабильность. К таким соединениям относятся прежде всего оксиды, летучие водородные соединения, а также галогениды.

## Номенклатура
Бинарные соединения — это собирательная группа веществ, которые имеют различное химическое строение, поэтому их номенклатура может быть различной в зависимости от генетической принадлежности.
Названия простых бинарных веществ, как правило, образуются добавлением к названию более электроотрицательного элемента суффикса «-ид». При необходимости к названиям элементов добавляют кратные приставки или указывают в скобках степень окисления электроположительного элемента без пробела:
- SiC — карби́д кре́мния;
- KBr — броми́д ка́лия;
- Fe2O3 — окси́д желе́за(III);
- CS2 — дисульфи́д углеро́да или сульфи́д углеро́да(IV).

В сложных бинарных соединениях суффикс «-ид» добавляется к названиям элементов, находящихся в низших степенях окисления:
- PCl3O — окси́д-трихлори́д фо́сфора, или оксихлори́д фо́сфора, трихлорокси́д фосфора(V);
- CrO2Cl2 — диокси́д-дихлори́д хро́ма;
- СCl2O — окси́д-дихлори́д углеро́да или хлорангидрид угольной кислоты, больше известный как фосге́н.

Многие широко известные бинарные соединения носят тривиальные названия, среди них уже приведённый выше фосген, вода H2O, аммиак NH3, веселящий газ N2O и другие.

## Свойства
Группа бинарных соединений включает в себя очень большое число веществ, и, естественно, все эти вещества различаются по физическим свойствам. Среди бинарных соединений есть представляющие собой при нормальных условиях газы (например, аммиак, фосфин), жидкости (например, тетрахлорид титана TiCl4, дисульфид углерода CS2) и твёрдые вещества (например, нитрид бора BN, карбид кремния SiC)
Химическая связь в бинарных соединениях — ковалентная полярная (в соединениях неметаллов и некоторых амфотерных элементов) или ионная (в солях бескислородных кислот).
Многие бинарные соединения гидролизуются водой — например, фосфин или хлорид алюминия.

## Получение
Часто бинарные соединения можно получить прямым взаимодействием простых веществ между собой:
- N2 + 3H2 ⇆ 2NH3 (p, T, кат.)
- 2Na + Cl2 = 2NaCl

Другие бинарные вещества могут получаться более сложным путём — через реакции обмена или окислительно-восстановительные реакции:
- AgNO3(р.) + NaBr(р.) = AgBr↓ + NaNO3(р.)
- NH4NO3 = N2O + 2H2O (до 250 °C)

## Применение
В силу того, что к этой группе веществ можно отнести очень большое их количество, можно сказать, что бинарные соединения применяются практически во всех областях деятельности человека, от приготовления пищи до использования в качестве сырья для крупнотоннажных производств. Ниже приведены примеры использования некоторых веществ, относящихся к бинарным соединениям.

### Аммиак
В химической промышленности аммиак используется в качестве прекурсора для получения азотной кислоты и для производства химических удобрений. Кроме того, аммиак используется в большом количестве разнообразных химических синтезов, в том числе в тонком органическом синтезе. В жидком аммиаке химически растворяются многие вещества, например, калий, натрий, сера. Аммиак применялся в качестве хладагента в первых холодильниках, и до недавнего времени превалировал в промышленных холодильных установках.

### Гексафторид урана
Летучий гексафторид урана UF6 применяется для разделения изотопов урана в процессе его обогащения, а также как фторирующий агент.

### Карбид вольфрама
Карбид вольфрама в силу своей исключительной твёрдости находит очень широкое применение в производстве разнообразного режущего инструмента, а в силу своей химической инертности — в производстве оборудования для работы в агрессивных средах (печи, ножи, лабораторное оборудование).

### Оксид диазота
«Веселящий газ» N2O в смесях с кислородом применяется в медицине как агент для ингаляционного общего наркоза.

### Хлороводород
Водный раствор хлороводорода (соляная кислота) широко используется для получения хлоридов, для травления металлов, очистки поверхности сосудов, скважин от карбонатов, обработки руд, при производстве каучуков, глутамата натрия, соды, хлора и других продуктов. Применяется также в органическом синтезе.